# Le Cri qui tue
Le Cri qui tue est une revue de bandes dessinées publiée du 15 juin 1978 au 5 mars 1981. C'est la première revue française spécialisée dans la publication de mangas.

## Histoire
En 1978, Atoss Takemoto, jeune japonais émigré en Suisse, souhaite lancer une revue permettant de découvrir la bande dessinée de son pays. Il s'associe pour cela à Rolf Kesselring, un éditeur suisse intéressé par l'innovation dans le champ de la bande dessinée. Le premier numéro sort en juin 1978, diffusé dans toute la francophonie occidentale. Il contient la majeure partie des auteurs qu'on retrouvera dans tous les numéros (Takao Saitō, Osamu Tezuka, Yoshihiro Tatsumi et Fujio Akatsuka. Shōtarō  Ishinomori n'arrive qu'à partir du no2). Outre Kesselring et Takemoto, une petite équipe s'occupe des rédactionnels et des lettrages (notamment Frédérik Pajak). Si la qualité des planches est réelle, les observateurs reprochent aux rédactionnels et aux lettrages d'être trop amateurs. Dans la lancée, Takemoto et Kesselring publient en 1979 un album de Shōtarō Ishinomori au format européen : Le Vent du nord est comme le hennissement d’un cheval noir.
La revue ne connait pas le succès critique : Le Collectionneur de bandes dessinées évoque des « graphismes et scénarios de qualité moyenne », sans développer. Le public ne suit pas non plus : les ventes sont timides et des problèmes de diffusion compliquent la tâche. Enfin, en 1981, le franc français perd de sa valeur par rapport au franc suisse, dès lors cet export ne rapporte plus. L'expérience n'est pas rentable, elle prend fin en mars 1981, après un sixième numéro consacré entièrement à des récits complets de Shōtarō Ishinomori.
Le Cri qui tue n'aura pas duré longtemps mais aura marqué durablement ses lecteurs, à l'image de Jean-Louis Gauthey, qui crée les éditions Cornélius et publie les travaux de Tatsumi et Tezuka vingt ans plus tard. Il témoigne de cette influence en décrivant Le Cri qui tue comme « le magazine qui a permis à ma génération de prendre contact avec la BD japonaise. On y trouvait aussi Tezuka et surtout Tatsumi, c'est-à-dire à la fois des auteurs pour enfants et des auteurs très durs. » 
Atoss Takemoto n'abandonne pas la bande dessinée après cet échec. En effet, il écrit un long article sur la bande dessinée Japonaise dans le no9 de B.D. Bulle, la revue du festival d'Angoulême. En 1983 il permet la publication de Hiroshima, de Yoshihiro Tatsumi, aux éditions Artefact. Cependant, il quitte finalement la scène de la bande dessinée, se consacrant à l'enseignement des langues et du flamenco et ne revenant plus à Angoulême que pour diriger l'orchestre en 1984.
Aujourd'hui, le manga s'est imposé dans le paysage des librairies françaises. Et les bandes dessinées en format poche et à bas prix qu'appelait de ses vœux Atoss Takemoto, incontestable précurseur du genre en France, ont fini par devenir réalité.

## Séries publiées
- Le Système des super-oiseaux d'Osamu Tezuka (publié par la suite chez Delcourt sous le nom de Demain les oiseaux).
- Golgo 13 de Takao Saito.
- Mafalda de Quino.